# Model armes versus mantega
A economia, el model armes versus mantega és el classic exemple de frontera de possibilitat de producció. Modelitza la relació entre la inversió d'una nació en defensa i béns civils. En aquest model, una nació ha d'escollir entre dues opcions alhora de gastar els seus recursos finits. Pot comprar o bé armes o bé mantega, o una combinació d'ambdós. Això pot ser vist com una analogia per a eleccions entre despeses civils i militars en economies més complexes.
El model "armes o mantega" és generalment utilitzat com a simplificació de la despesa nacional com a part del PIB. La nació haurà de decidir quin nivell d'armes i mantega s'adapta millor a les seves necessitats, amb aquesta decisió sent parcialment influenciada per la despesa i la postura militar dels seus adversaris potencials.
Aquest model habitualment no està ben correlacionat amb economies de lliure mercat.

## Orígens del terme
Una teoria sobre l'origen del concepte ve de la resignació de William Jennings Bryan com a secretari d'estat a l'Administració Wilson. Al començament de la Primera Guerra Mundial, l'exportador principal de nitrats per a pólvora era Xile. Xile havia mantingut la neutralitat durant la guerra i va proveir gairebé tots els requeriments de nitrat d'Amèrica, com també va ser l'ingredient principal de fertilitzant químic a l'agricultura. El producte realment exportat va ser guano que contenia alts nivells de fòsfor i nitrogen.
Amb una opinió popular substancial en contra de l'entrada dels E.U.A. a la guerra, la resignació de Bryan i la campanya de pau van esdevenir bandera per als veïns en contra dels interessos nacionals. Bryan no era més pro-alemany que Wilson; la seva motivació va ser exposar i publicitar el que ell considerava ser una política pública inconscient.
La Llei de Defensa Nacional de 1916 va dirigir al President a seleccionar un lloc per a la producció artificial de nitrats. No va ser fins Setembre de 1917, diversos mesos després que Amèrica entrés a la guerra, que Wilson va seleccionar Muscle Shoals, Alabama, després de més d'un any de competició entre rivals polítics. Un punt mort al Congrés va ser trencat quan el Senador Ellison D. Smith de Carolina del Sud va promocionar que la Llei de Defensa nacional de 1916 dirigís "la Secretaria d'Agricultura per a fabricar nitrats per a fertilitzants en pau i municions en guerra a llocs amb energia hidroelèctrica designats pel President". Això va ser presentat pels mitjans de notícies com a "armes i mantega".

## Aplicació real
Potser el millor ús conegut va ser a l'Alemanya Nazi. En un discurs del 17 de gener de 1936, el Ministre de Propaganda Joseph Goebbels va dir: "Podem fer sense mantega, però, tot i el nostre amor per la pau, no sense armes. Un no pot disparar amb mantega, però sí amb armes." En algun moment a l'estiu del mateix any, Hermann Goering va anunciar en un discurs, "Les armes ens faran poderosos; la mantega només ens farà més grassos."
En economies controlades per l'estat (on el PIB és controlat per una autoritat de planificació central o el govern), així com nacions amb economies consistentment estancades o en decreixement, el model "armes i mantega" esdevé real.
Un altre ús del terme va ser el que Margaret Thatcher va fer a un discurs: "Els soviètics posen les armes per sobre de la mantega, però nosaltres posem gairebé tot sobre les armes."
El concepte també té aplicació a molts jocs d'estratègia basats en torns i alguns jocs d'estratègia en temps real, donat que molts d'aquests jocs suposen economies simplistes simulades que fan al jugador invertir en recollida de recursos i infraestructura o en unitats militars.